# (30831) Seignovert
(30831) Seignovert est un astéroïde de la ceinture principale intérieure découvert en 1990.

## Description
(30831) Seignovert a été découvert le 14 octobre 1990 à l'observatoire Palomar, situé au nord de San Diego en Californie, par Kenneth J. Lawrence et Eleanor Francis Helin.

### Caractéristiques orbitales
L'orbite de cet astéroïde est caractérisée par un demi-grand axe de 1,95 ua, un périhélie de 1,76 ua, une excentricité de 0,010 et une inclinaison de 20,75° par rapport à l'écliptique. Du fait de ces caractéristiques, à savoir un demi-grand axe inférieur à 2 ua et un périhélie supérieur à 1,666 ua, il est classé, selon la JPL Small-Body Database, objet de la ceinture principale d'astéroïdes intérieure.

### Caractéristiques physiques
(30831) Seignovert a une magnitude absolue (H) de 15,3 et un albédo estimé à 0,262.